# Netzwerk Seenplatte

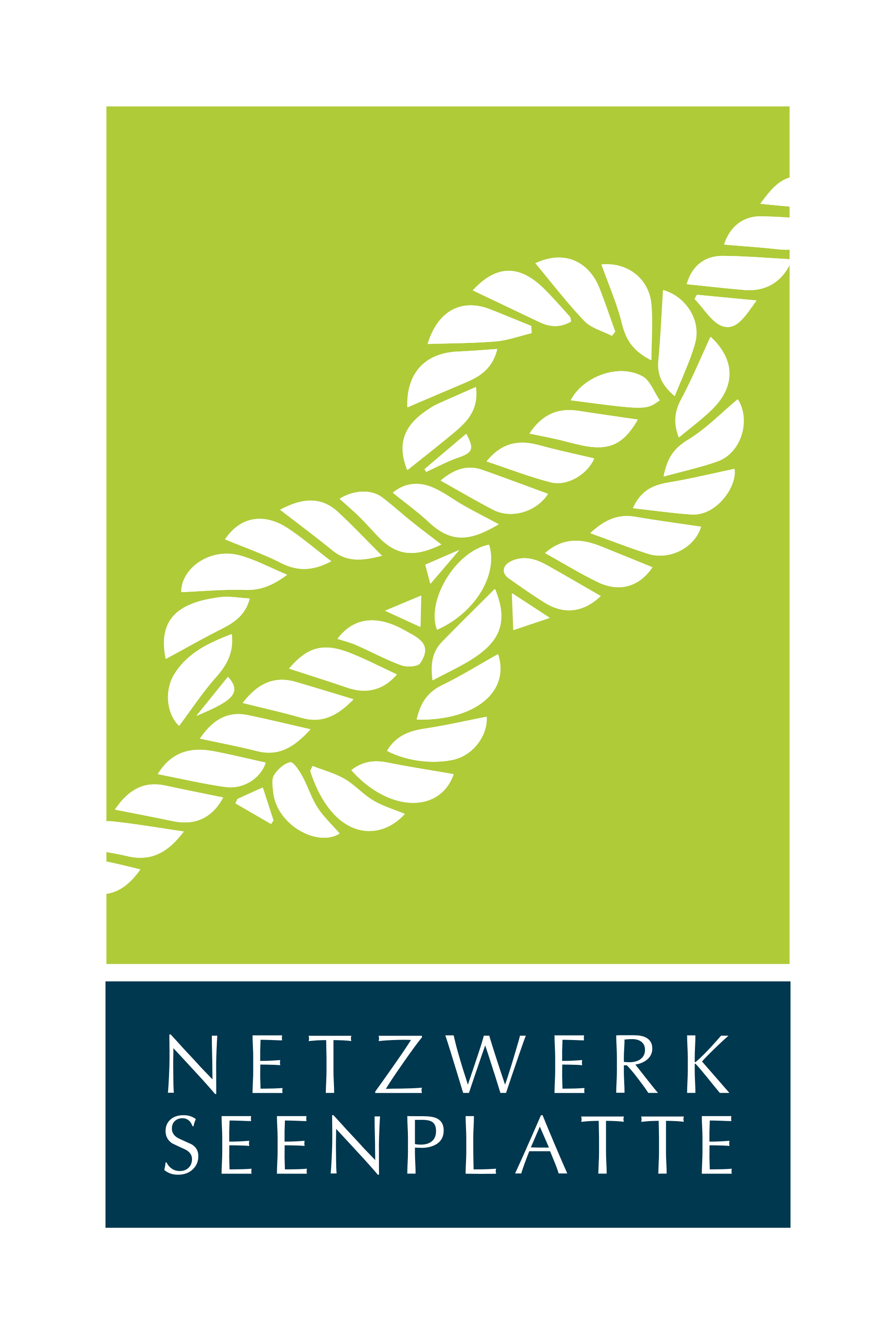
Logo Netzwerk Seenplatte e. V.

Das Netzwerk Seenplatte war ein wirtschaftlich orientierter Verein, der die Wirtschaft in der Region Mecklenburgische Seenplatte stärken sollte. Gegründet wurde der Verein 2017 als Netzwerk Seenplatte e. V. Etwa 90 Gründer, Unternehmer und Kreative waren in Spitzenzeiten Mitglied im Verein. Das Netzwerk Seenplatte bot mit verschiedenen Formaten die Möglichkeit der Vernetzung und Kooperationen untereinander, aber auch mit Politik, Verwaltung und Kommunen aus der Region. Mehr als 25 Partner aus Wirtschaft, Verwaltung, Politik und mehr unterstützten die Arbeit des Netzwerk Seenplatte.

## Geschichte
Der Netzwerk Seenplatte entstand aus einer ehrenamtlichen Initiative. Initiiert durch Judith Kenk trafen sich ab Mai 2017 eine kleine Gruppe von Unternehmern, Gründern und Kreativen. Die Anzahl der Teilnehmer wuchs stetig an. Im Sommer 2017 wurde dann der Verein Netzwerk Seenplatte als wirtschaftlich orientierter Verein gegründet. Von Ende 2017 bis Ende 2019 wurde der Verein aus ESF-Mitteln gefördert (Strukturentwicklungsmaßnahme). Seit Ende 2020 bekam der Verein Landesmittel (GRW) zur Förderung seiner Arbeit. Die offizielle Arbeit des Vereins wurde am 31. März 2023 eingestellt.

## Ziele
Der Netzwerk Seenplatte bot Vernetzungsformate, wie z. B. Netzwerktreffen oder „Netzwerk in Bewegung“. Diese fanden an verschiedenen Orten in der Mecklenburgischen Seenplatte statt. Außerdem wurden Workshops angeboten, z. B. zu den Themen Digitalisierung, Marketing, Entrepreneurship/Gründung und Förderung. Die dritte Säule waren Beratungen. Im Herbst 2019 als „Impulsfrühstück“ gestartet, beriet das Netzwerk Mitglieder und Nicht-Mitglieder zu ihren Geschäftsmodellen, Produkten/Dienstleistungen uvm. Seit Sommer 2021 gab es das Beratungsangebot unter dem Namen „Mutmacher“.
Seit 2019 beteiligte sich das Netzwerk Seenplatte mit verschiedenen analogen und digitalen Angeboten an der jährlich stattfindenden „Gründerwoche Deutschland“.
Der Netzwerk Seenplatte begleitete darüber hinaus die Bildung von regionalen Wertschöpfungsketten. Dies geschah zum einen durch Beratung und Begleitung und der Initiierung von Vernetzungen. Zum anderen wurde u. a. mit diesem Ziel die digitale Regionalplattform seenswert-mv.de aufgebaut, die auch nach Ende des Vereins existiert. Sie wurde 2019 als Ergebnis einer internen Arbeitsgruppe von Mitgliedsunternehmen aus dem touristischen Bereich aufgesetzt.

## Struktur
Der Verein Netzwerk Seenplatte hatte 2022 knapp 90 Mitglieder. Die Mitglieder waren vorrangig Freiberufler, Klein- und Kleinstunternehmen und einige Mittelständler. Der Verein bot branchenübergreifend Unterstützung an. Die Verteilung der Branchen entsprach grob der Wirtschaftsstruktur der Region Mecklenburgische Seenplatte. Viele Dienstleister und touristische Unternehmen nutzten die Angebote, im Netzwerke waren folgende Branchen vertreten: Gastronomie und Hotellerie, Werbung, Foto und Video, Finanzen, Versicherung, Brandschutz, Sport und Gesundheit, Unternehmens- und Persönlichkeitsberatung, IT, Immobilien/Ferienimmobilien, CoWork, Kunst und Kunsthandwerk, Journalismus, Pflege und Einzelfallhilfe, Handel und regionale Produzenten und Event.

## Auszeichnungen
Vom Ostdeutschen Sparkassenverband wurde der Netzwerk Seenplatte im Jahr 2020 zum „Verein des Jahres“ aus Mecklenburg-Vorpommern ausgezeichnet. Ausschlaggebend hierfür waren die „Mutmacher-Kampagne“ und die Regionalplattform seenswert-mv.de. Die Mutmacher-Kampagne hatte während des ersten Corona-Lockdowns 2020 das Ziel, Unternehmer und Gründer zu motivieren. Hierfür wurden acht Mutmacher-Videobotschaften gedreht und veröffentlicht.
Während des Lockdowns 2020 entschied das Netzwerk Seenplatte, den Bereich Einkaufen Regional innerhalb der Plattform seenswert-mv.de für Einzelhändler, Dienstleister u. a. in MV kostenfrei zur Verfügung zu stellen. Etwa 280 Unternehmen nutzten die Gelegenheit und präsentierten sich auf der Plattform. Dieses Engagement zeichnete der Ostdeutsche Sparkassenverband aus, der 2020 besonders das Thema Corona-Pandemie in den Fokus rückte.

## Weiterführende Literatur
- Regionalwirtschaft kennen und gestalten Strukturen und Entscheidungsebenen in Mecklenburg-Vorpommern unter der Lupe, Prof. Dr. Norbert Zdrowomyslaw, Torsten Grundke, Lisa Vothknechtm, Christian Wulf und Team, 1. Auflage 2021, MV Verlag & Marketing GmbH, ISBN 978-3-946096-10-8, S. 264–265 Lokale Kooperationen und regionale Netzwerke als Entwicklungsmotoren ländlicher Räume in Mecklenburg-Vorpommern – das Erfolgsbeispiel Netzwerk Seenplatte e. V.